# Zračna luka Adem Jashari Priština
Zračna luka Adem Jashari Priština (alb. Aeroporti Ndërkombëtar i Prishtinës Adem Jashari) međunarodna je zračna luka koja se nalazi 16 kilometara od Prištine u Republici Kosovo.
Kroz međunarodnu zračnu luku godišnje prolazi više od milijun putnika.
Zračna luka je otvorena na današnjem mjestu 1965. godine, a 1985. godine opremljena je tehnologijom po ICAO standardu.
Po završetku Kosovskog rata, 20. lipnja 1999. godine Zračna luka je pretvorena u međunarodnu zračnu luku te obnovljena. Putnički terminal je obnovljen i proširen. Nosi ime Adema Jasharija.

## Vanjske poveznice
- Zračna luka Priština